# Chambrette

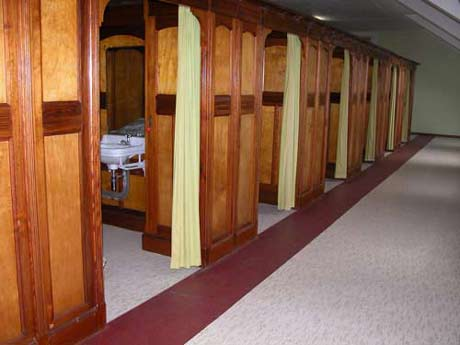
Chambretten meisjespensionaat in Moorslede België

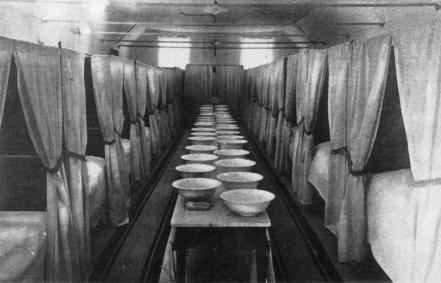
Chambrettes meisjespensionaat in Sint-Denijs-Boekel België

Chambrette is afkomstig uit het Frans, waar het als verkleinwoord van chambre (= kamer) is.
Een chambrette is een:
1. afgesloten deel van een slaapzaal,
2. afgesloten deel van een slaapkamer,
3. slaapkamertje of slaaphokje,
4. een bed, van andere bedden afgescheiden door wat manshoge (houten) wand en/of een gordijn.

Chambrettes kwamen voornamelijk voor in kloosters, oude ziekenhuizen en kostscholen (internaten en pensionaten). Men had daarin maar een beperkte privacy. Beroemd zijn de chambrettes in de 'grote zaal der armen' in het ziekenhuis de Hospices Civils de Beaune uit 1444.
In Nederland zijn chambrettes veel toegepast in kleinseminarie, zoals op Hageveld. Ook (katholieke) internaten als het Canisius College hadden ze. Ze waren geplaatst in grote slaapzalen. Ze bestonden uit met planken afgeschoten kleine kamertjes zonder plafond met daarin een bed, kast, wastafeltje en een spiegel.